# Pobrđani (Kozarska Dubica)
Pour les articles homonymes, voir Pobrđani.
Pobrđani (en serbe cyrillique : Побрђани) est un village de Bosnie-Herzégovine. Il est situé dans la municipalité de Kozarska Dubica et dans la république serbe de Bosnie. Selon les premiers résultats du recensement bosnien de 2013, il compte 105 habitants.

## Démographie

### Évolution historique de la population dans la localité
| 1948 | 1953 | 1961 | 1971 | 1981 | 1991 | 2013 |
| ---- | ---- | ---- | ---- | ---- | ---- | ---- |
| 311  | 258  | 227  | 197  | 179  | 144, | 105  |

|  |